# Стройкерамика
Стройкерамика (на руски: Стройкерамика) е селище от градски тип в Русия, разположено във Волжки район, Самарска област. Населението му към 1 януари 2018 година е 7817 души.